# اوژن دولاکروا
فردیناند ویکتور اوژن دلاکروا (به فرانسوی: Ferdinand-Victor-Eugène Delacroix) ‏ (۲۶ آوریل ۱۷۹۸ - ۱۳ اوت ۱۸۶۳) مهم‌ترین نقاش رمانتیسیسم فرانسه است. وی در شیوهٔ رنگ پردازی و موضوع‌های برگرفته از ادبیات انگلیسی و ضرب قلم خاص خود از سایر رمانتیسیسم‌ها (چون ژریکو) متفاوت است

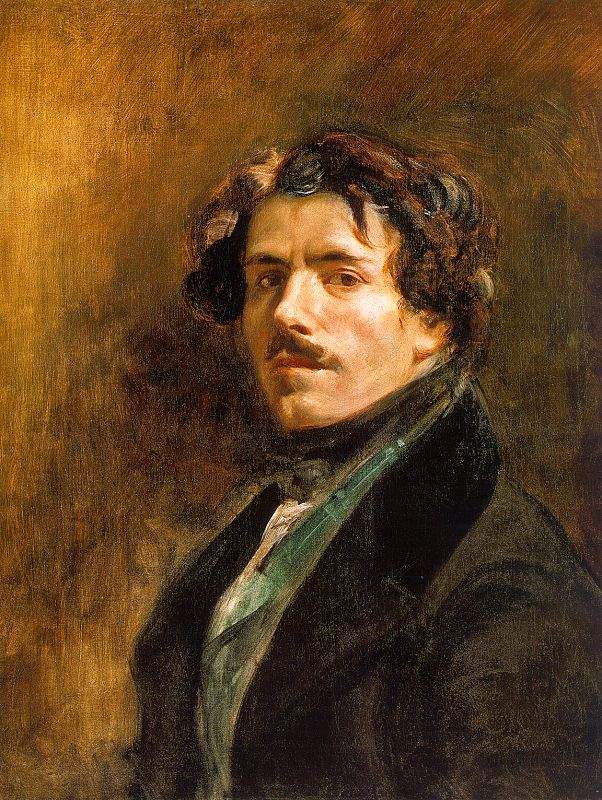
خودنگاره اوژن دلاکروا (۱۸۳۷).

او شخصیتی چند وجهی بود که علایق وسیع و متنوعی داشت. عنوان انقلابی افراطی از آن رو به وی تحمیل شده بود که نمی‌توانست معیارهای آکادمیک را بپذیرد. بحث‌های مربوط به یونانیان و رومیان، که در آن‌ها بر طراحی درست تأکید می‌شد و پیوسته از شبیه‌سازی تندیس‌های کلاسیک سخن می‌رفت، برای وی جالب توجه نبود. او معتقد بود که در نقاشی، رنگ از طراحی و خلاقیت از دانش، بسیار مهم‌تر است. در حالی که دومینیک انگر و پیروانش شیوهٔ فاخر را می‌پروراندند و پوسن و رافائل را ستایش می‌کردند، دلاکروا با ارجح دانستن نقاشان ونیزی و روبنس، هنرشناسان را به شگفتی وامی‌داشت. دلاکروا، که انگر از او به‌عنوان مخرب هنر می‌هراسید، ادبیات و تاریخ را برای موضوعاتی می‌کاوید که بتوانند، با اسلوب جذاب و احساس‌برانگیز وی، بیانگر غایات شخصی‌اش باشند.
اوژن دلاکروا از دانش‌آموختگان دانشسرای عالی ملی هنرهای زیبای پاریس بود. وی از موضوعات فاضلانه‌ای که آکادمی به تصویر در آوردنشان را از نقاشان می‌خواست خسته بود، و در سال ۱۸۳۲ به شمال آفریقا سفر کرد تا دربارهٔ رنگ‌های تابناک و آرایه‌های رومانتیک جهان عرب پژوهش کند.

## خانواده
ژان فرانسوا اوبن، کابینت ساز برجسته فرانسوی، پدربزرگ مادری اوژن دلاکروا بود.

## مطرح شدن اوژن دلاکروا
در سال ۱۸۲۲، اوژن دلاکروا به عنوان نقاشی مطرح شد که نقاشی‌هایش دارای معیارهای نقاشانهٔ رومانتیکی هستند؛ جایگاهی که ژریکو سخت به دنبال آن بود. دلاکروا هفت سال از ژریکو جوان تر بود و زمینه‌ای مشابه با او داشت-پاریسی و ثروتمند.
مانند ژریکو، او اساساً خودآموخته و مستقل بود و شاهکارهای بزرگ را به ویژه آثار روبنس، تایتن و ورونسه در لوور مطالعه کرد. او با دیدن آتلیه‌های گرو و ژریکو شگفت زده شد. در ۱۸۱۸ با ژریکو دوست شد و برای یکی از شخصیت‌های کلک مدوز مدل شد.

## نقد اثر

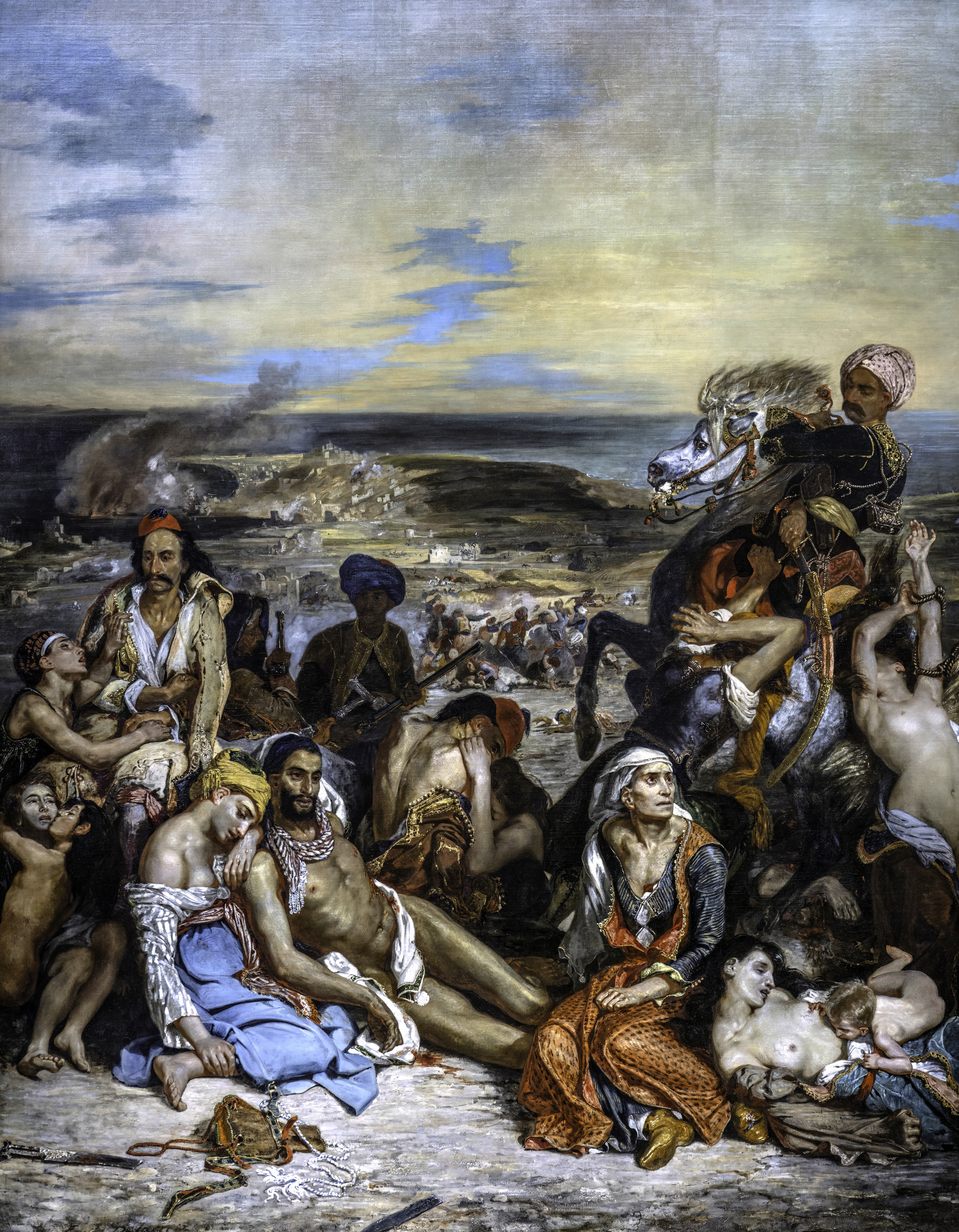
قتل‌عام در خیوس. ۱۸۲۴میلادی. رنگ روغن روی بوم. ۴/۱۷×۳/۵۴متر. موزه لوور پاریس

دلاکروا صحنه‌هایی از قتل‌عام در خیوس را در نمایشگاه سال ۱۸۲۴ عرضه کرد که در پیش زمینهٔ آن تصویر فشرده‌ای از مصیبت و رنج نشان داده شده‌است که آشکارا از گروه مردگان یا در حال مرگ‌های بیمارستان در حیفای گرو و کلک مدوز ژریکو الهام گرفته شده‌است. در سال ۱۸۲۰، یونانی‌ها علیه امپراتوری عثمانی حاکم شورش کردند و در سال بعد ترک‌ها به جزیرهٔ یونانی خیوس حمله کردند، روستاها را ویران کردند و جمعیتی عظیم معادل ۲۰ هزار نفر را قتل‌عام کردند. نقاشی دلاکروا بر اساس این حادثه است و تا حدودی برای حمایت از استقلال یونان و همچنین بیان احساسات رومانتیک به آزادی فردی و دموکراسی کشیده شد.
در نقاشی دلاکروا، آتش‌سوزی و آدم‌کشی در تصویر ماتی از دود و آشفتگی در مرکز و پس زمینه به تصویر کشیده شده‌اند، در حالی که در پس زمینه تعدادی از یونانیان دیده می‌شوند که برای اعدام یا به بردگی بردن جمع شده‌اند که به طرز چشمگیری عاری از خشونت است. در عوض، تسلیم و درماندگی در از دست دادن قریب‌الوقوع کسی که دوستش داری و ناامیدی بر تصویر حاکم است. این بدبینی به واسطهٔ تصویر سایه نما و پیشگویانهٔ نگهبان مسلح عثمانی نمادگرایی شده‌است. دلاکروا هرج و مرج ناشی از خشونت را در پس زمینه از طریق پیچاندن و چرخاندن شخصیت‌های پیش زمینه و نمادهای کرانی مواج آن‌ها و همچنین تودهٔ بدن‌های درهم و برهم تقویت کرده‌است. رنگ‌های شدید نقاشی به مرور زمان به طرز قابل توجهی تیره‌تر شده‌اند، به ویژه آبی هاو قرمزها که در اصل بخشی بصری را ایجاد می‌کردند که از طریق قلم کاری‌های پرآب و تاب و تمایزهای ارزشی تند تقویت می‌شدند. آشکارا، پشت این کیفیت‌ها و دو هرم ترکیبی نامتقارن روبنس قرار دارد. این دو هرم گروه را در پس زمینه و پس روی اریب در عمق فضا را سازماندهی می‌کنند. (هرچند دولاکروا، ابزار سنتی قرار دادن قهرمان در اوج هرم را با قرار دادن شخصیت‌های شرور در اوج، نگهبانان ترک، فروپاشیده‌است) همچنین، دولاکروا تحت تأثیر رنگ و قلم کاری کانستبل است که در نمایشگاهی یکسان سه منظره، از جمله هی وین را به نمایش گذاشت. دولاکروا، با دیدن آن‌ها در آخرین لحظه آسمان را دوباره نقاشی کرد و به آن درخشندگی خیره‌کننده داد و همچنین در لباس‌های رنگ‌های پرشور کار کرد.

## نقد اثر از دیدگاه شارل بودلر(۱۸۶۷–۱۸۲۱)، شاعر و منتقد

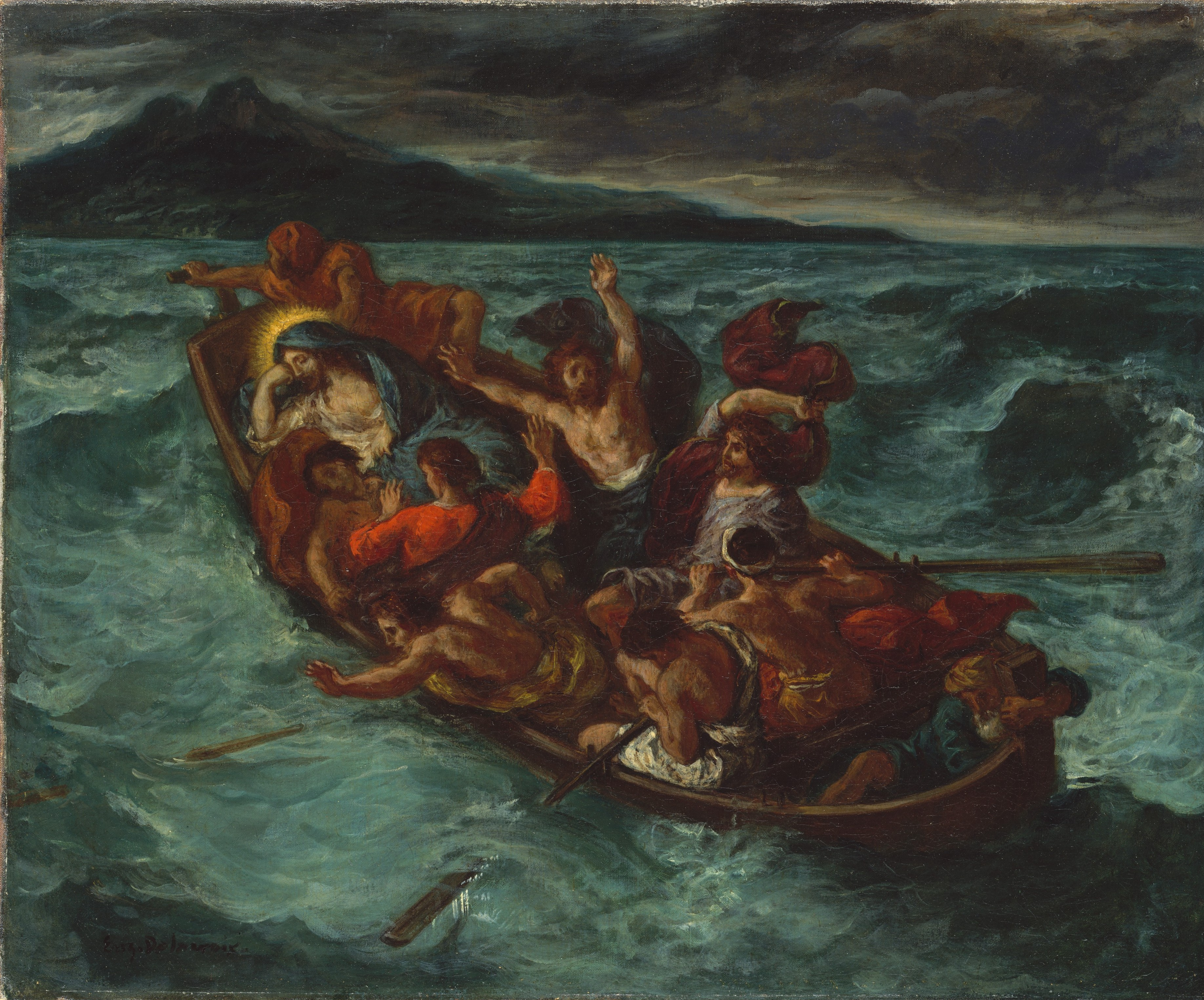
تابلوی آرام‌کردن طوفان در دریا، نام اثری از اوژن دولاکروا است که حوالی سال ۱۸۵۳ میلادی ترسیم شد. تابلو یکی از معجزات منسوب به عیسی به نام «آرام‌کردن طوفان» را به تصویر کشیده‌است. این اثر به‌همراه حدود ۲۰۰۰ تابلوی باارزش دیگر در سال ۱۹۲۹ میلادی از سوی لوئیزین هاومایر، مجموعه‌دار بزرگ و فعال حقوق زنان به نگارخانه ملی هنر در واشینگتن دی. سی اهدا شد.

این «سرود وحشت‌آور به افتخار رنج کشیدن لا علاج و ابدی» آنگونه که شارل بودلر(۱۸۶۷–۱۸۲۱)، شاعر و منتقد، این نقاشی را توصیف می‌کند، دولاکروا را به عنوان مشهورترین نقاش رمانتیک تثبیت کرد. این، اولین باری بود که واژهٔ رمانتیک برای یک هنرمند بصری بکار گرفته شد و او را همتراز هنری موسیقیدان، هکتور برلیوز موسیقیدان(۱۹۲۹–۱۸۰۳) و ویکتور هوگوی نویسنده(۱۸۸۵–۱۸۰۲)قرار دارد. قطعاً، دولاکروا این روحیهٔ رمانتیک را به اشتراک گذاشت؛ بنابراین، سال ۱۸۲۴، سالی حیاتی بود. در این سال، ژریکو از دنیا رفت، کانستبل به پاریس معرفی شد و اگنر، بی‌اطلاع از انتسابش به عنوان حافظ سنت کلاسیک از ایتالیا بازگشت.

## سفر دولاکروا به انگلیس و تأثیرات آن

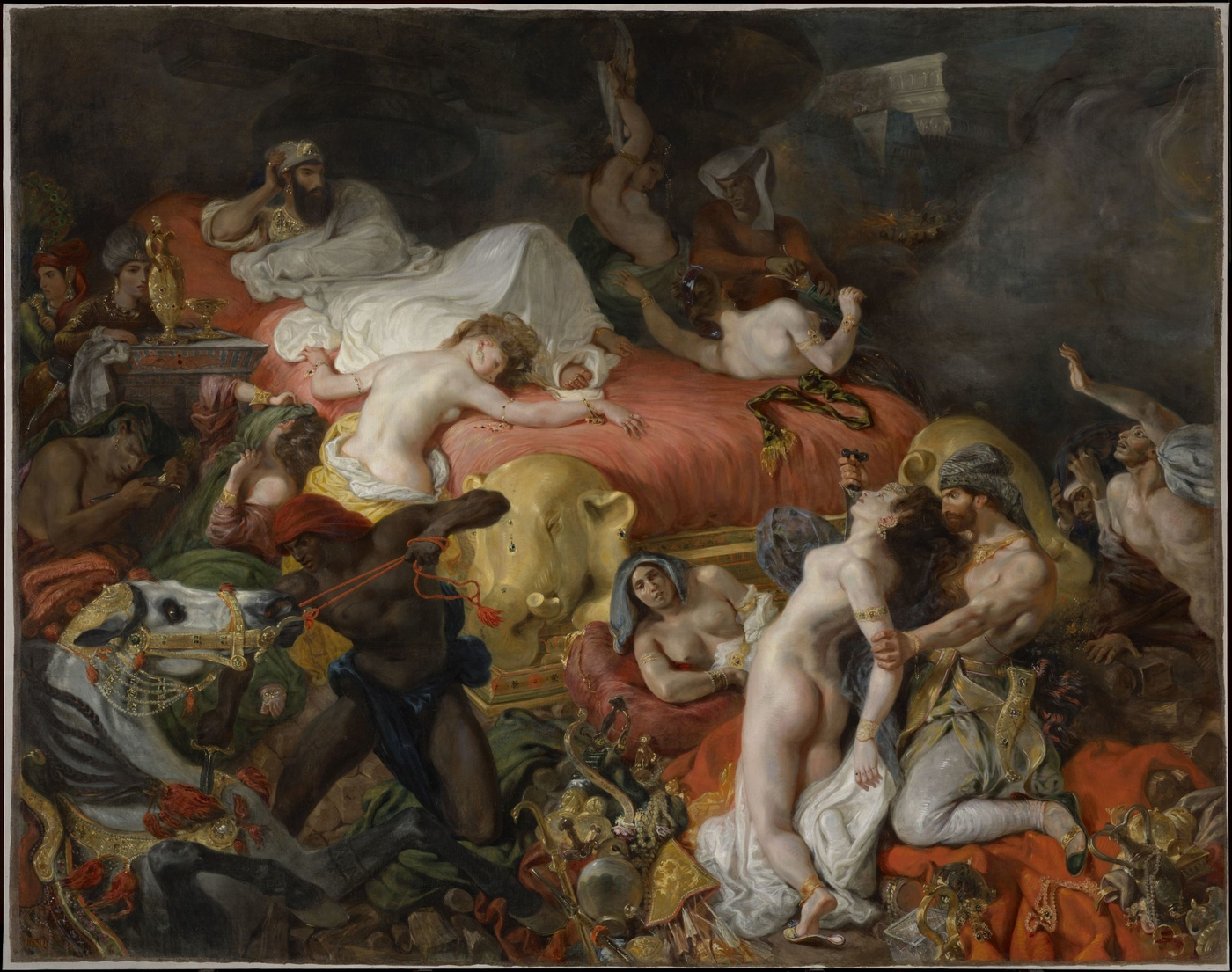
مرگ ساردانا پالوس. ۳٫۹۲ × ۴٫۹۶ متر. ۱۸۲۷

در سال ۱۸۲۵، دولاکروا به انگلیس رفت و مانند ژریکو دانش خود از ادبیات و مناظر انگلیسی، به ویژه نمایش نامه‌های شکسپیر، اشعار لرد بایرون (جورج گوردن؛ ۱۸۲۴–۱۷۸۸) و رمان‌های والتر اسکات(۱۸۳۲–۱۷۷۱)، افزایش داد. دولاکروا به تخیل آن‌ها و به تخیل دانته و گوته بازگشت تا قدرت تخیل خودش را برانگیزد و حال و هوایش را بهتر کند. یکی از محصولات این خوانش او، مرگ ساردانا پالوس در سال ۱۸۲۷ بود که مبتنی بر شعر بی قافیه بایرون، سارداناپالوس بود که در سال ۱۸۲۱ سروده شده بود. سارداناپالوس آخرین پادشاه آشوری را به دلیل بی بند و باری و بی‌توجهی اش شورشیان سرنگون کردند. به جای جنگیدن یا فرار کردن، او خودکشی کرد. دولاکروا تحت تأثیر ذهنیت شاهی که بایرون ایجاد کرده بود، مرگ او را به تصویر کشید: او به خواجه‌های حرمسرایش دستور می‌دهد تا تختش را بیاورند، که بروی تلی از هیزم بود و کلیهٔ دارایی‌های با ارزش او، از جمله همسران، پیش خدمتان، اسب و سگش نیز آنجا هستند. رد پای روبنس را که در قتل‌عام در خیوس در پیش زمینه تشخیص دادیم، در این ترکیب آشفته و خفقان‌آور تشدید شده‌است. تنها عنصر پیوند دهنده، تخت قرمز است که پرسپکتیو کج آن باعث می‌شود تا مانند یک قیف عمل کند و همهٔ انرژی درون و این آمیختگی غنی و بیگانه را به سمت مرکز ترکیب تصویر، شاه ساکن و بی‌تفاوت، سوق دهد. او تجلی بیهودگی و پوچی است. مانند قتل‌عام در خیوس، دولاکروا فشار و حجم کلاسیک را نادیده گرفته‌است برای انعکاس هم‌زمان حال و هوای متفاوت نابودی، ترس، خشونت، قدرت، نومیدی، شهوت و بی‌تفاوتی به نماهای کرانی مواج، رنگ پردازی لگام گسیخته و فضای پر جوش و خروش ترکیبی روی آورده‌است. با استفاده از این بوم عظیم که نابودی ای پر هرج و مرج و بی بند و بار را نشان می‌دهد، دولاکروا در نمایشگاه سال ۱۸۲۷، مانند خیلی‌های دیگر، رنجیده شد، چرا که در تصویر او دیگر نشانی از قواعد کلاسیک داوید و اخلاق گرایی تسکین گرا نبود و در عوض، آکنده از وحشتی خیره‌کننده بود. برای مخاطبان امروزی، این اثر شدیداً زن گریز است و خشونت مردانه و سر افکندگی و حقارت زنانه را نشان می‌دهد. سبک دولاکروا پس از سفرش به آفریقای جنوبی در دههٔ ۱۸۳۰ تغییر کرد؛ انتخاب رنگ او درخشان تر و مهار نقاشی‌هایش آزادانه تر شد.

## پرده پاگانینی

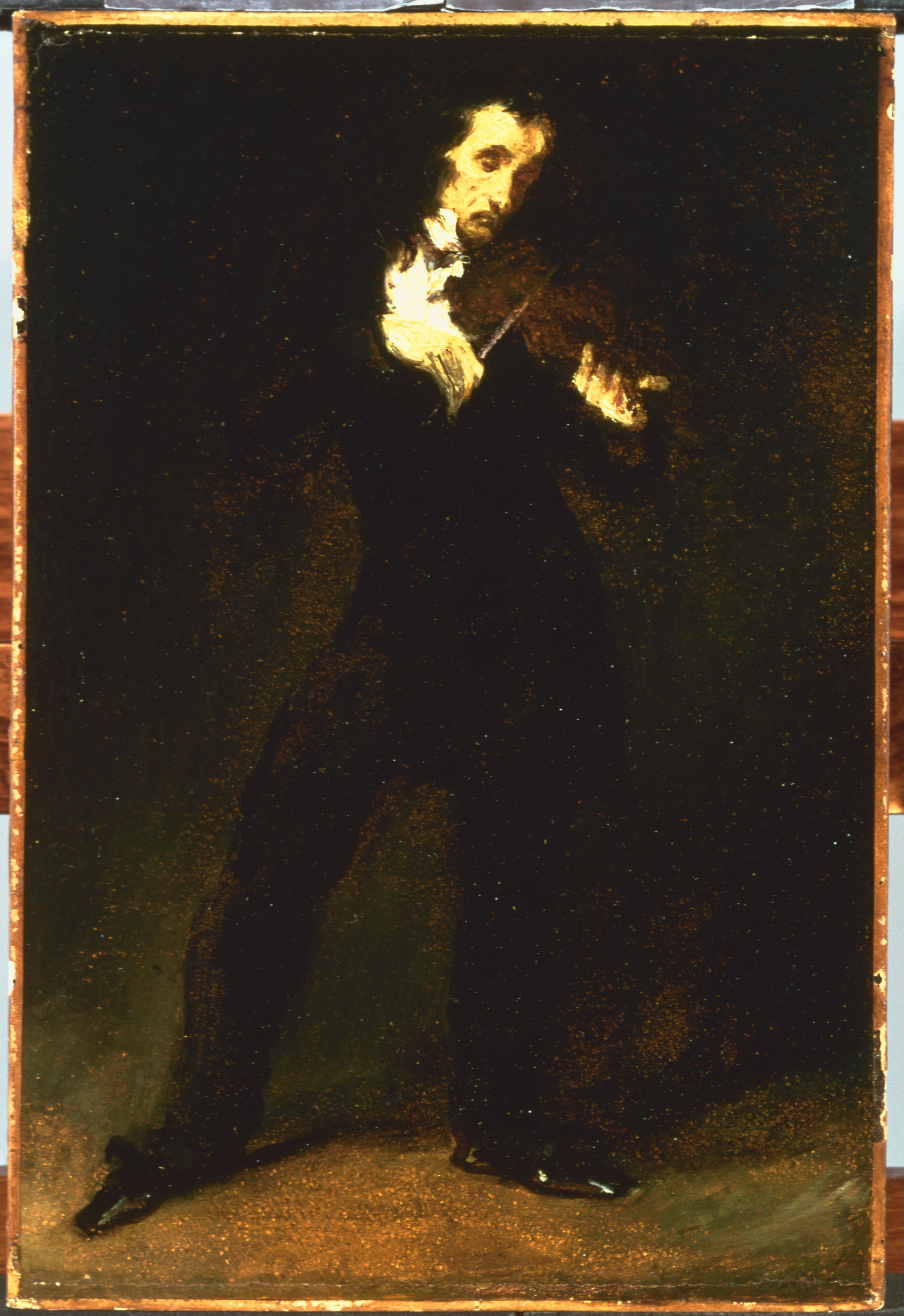
پرده پاگانینی

دولاکروا در این نقاشی پاگانینی به جای اینکه به بازنمایی شکل عینی پاگانینی ویولونیست مشهور بپردازد، سعی کرده تا جوهر درونی موضوع را به نمایش بگذارد؛ او بر آن بوده تصویر موسیقی پاگانینی و به عبارت دیگر حقیقت ذهنی وی را ارایه کند.

## مأموریت دولاکروا و تأثیرات آن

زنی از الجزیره. ۱۸۳۴میلادی. رنگ روغن روی بوم. ۱۸۰×۲۲۹سانتی‌متر. موزه لوور. پاریس

در ۱۸۳۳–۱۸۳۲ میلادی، از دولاکروا خواسته شد تا مأموریت دیپلماتیک دوک مورنای را به مراکش به صورت تصویری مستند کند. او با اشتیاق زیاد صدها نقاشی آب رنگ خلق کرد که بن مایه‌های شرق گرایانهٔ جالبی را باقی‌ماندهٔ عمرش در اختیار او قرار دادند. در مراکش، دولاکروا وارد دنیایی از معماری، لباس‌ها و مناظر عجیب و غریب شد که در پارچه، کاشی و طراحی داخلی شان پر از نورهای تند و رنگ‌های درخشان تصور نکردنی بودند. انتخاب رنک دولاکروا متنوع تر و رنگین تر شد که در زنی از الجزیره که در سال ۱۸۳۴ در پاریس کشیده شد، به خوبی به چشم می‌خورد. برای ورود به دنیای دست نیافتنی حرمسرا، دولاکروا باید مجوزهای ویژه‌ای را کسب می‌کرد. حال و هوای این نقاشی، حس خلوت جویانه و پرشور این خلوتگاه شهوانی را تجسم کرده‌است. همین‌طور می‌توانیم هاله‌ای از بوی خوش، بوی گل و دود قلیان را حس کنیم. رنگ‌های دولاکروا مانند موضوعش پر احساس‌اند. رنگ‌های لکه لکه‌اند و نمادهای کرانی اغلب ممتد نیستند یا کشیده نشده‌اند بلکه فقط از طریق ایجاد نشان هاس کناری مادی گرایی شده‌اند. دریایی از نقاشی و رنگ که کل سطح تصویر را پوشش داده‌است، فضا و هم سطح بودن نئوکلاسیک را محو کرده‌است. این تکنیک آغاز نقاشی آزادانه از آن چیزی بود که به نظر بازنمایی یا استقرار یک سبک جدید هنری است، امپرسیونیسم.

## نگارخانه

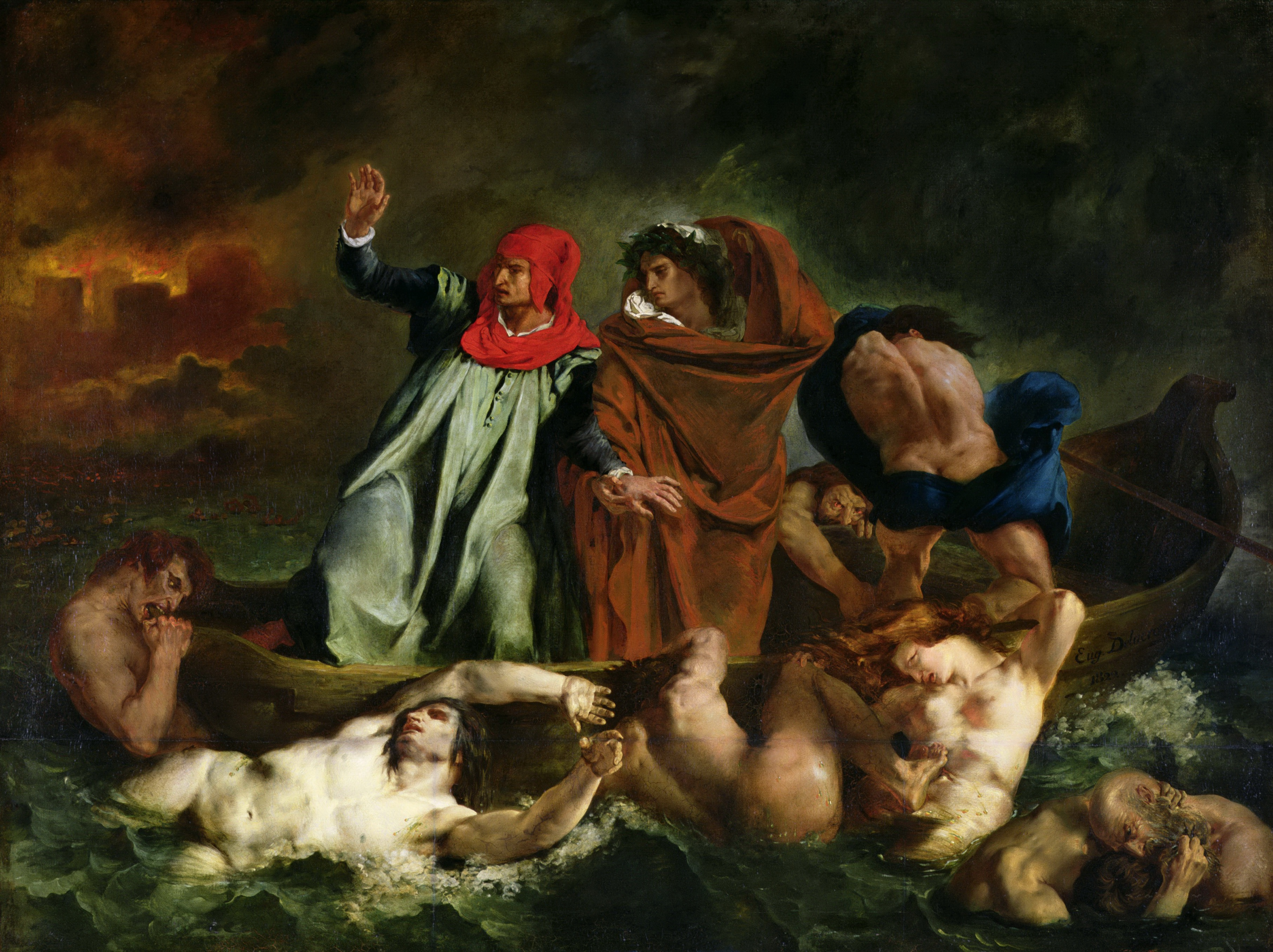
قایق دانته (۱۸۲۲)
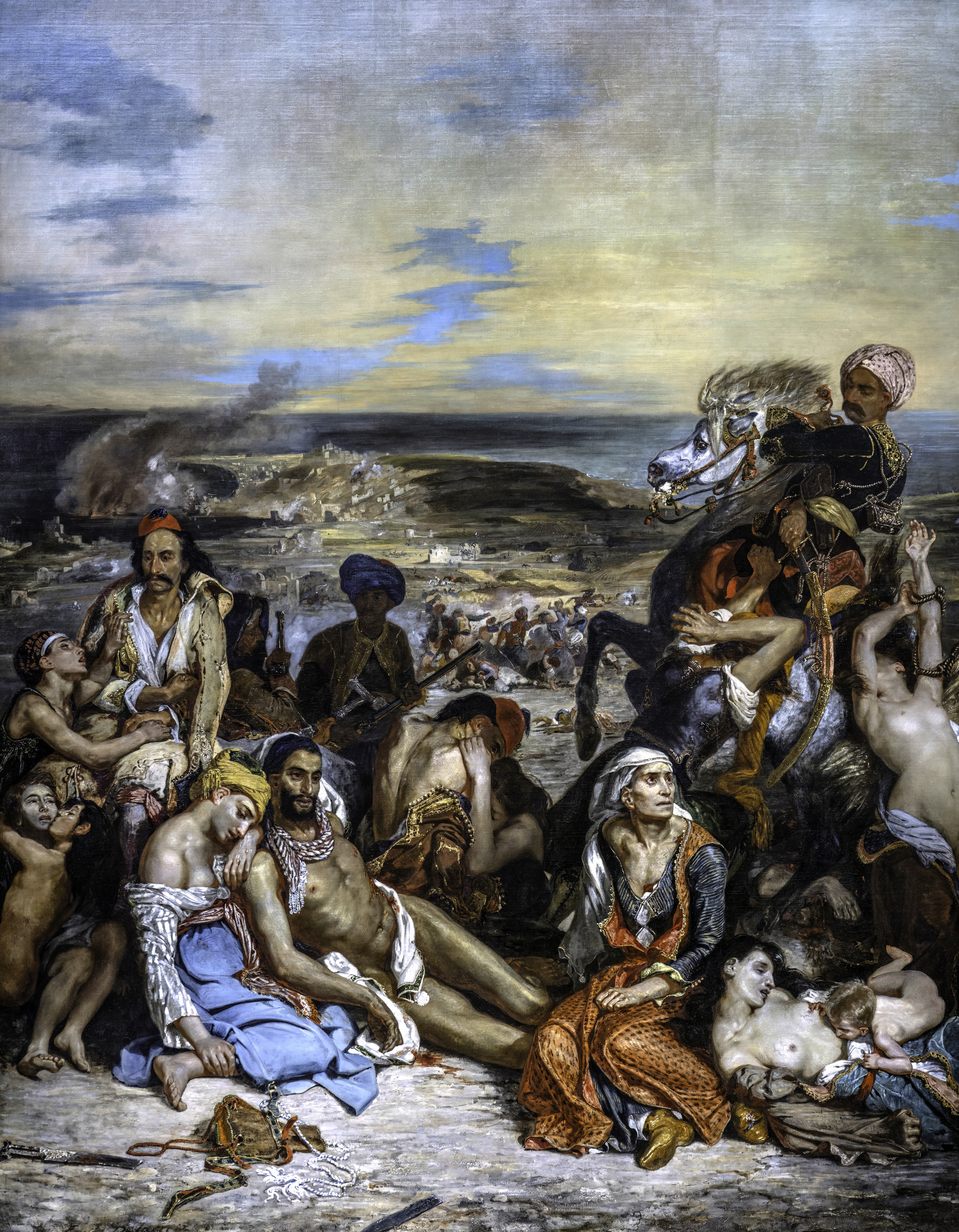
کشتار خیوس (۱۸۲۴)
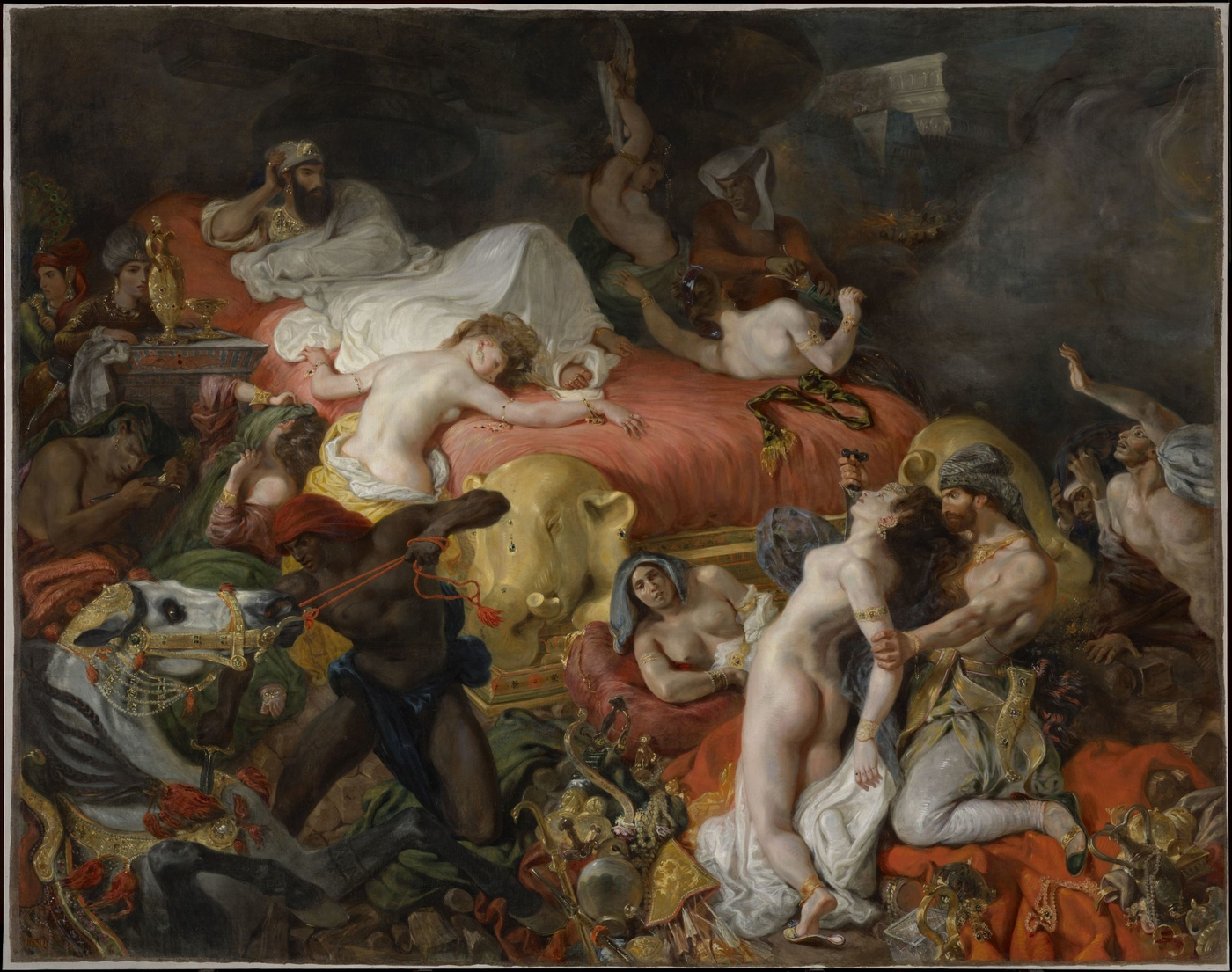
مرگ سارداناپالوس (۱۸۲۷)
آزادی هدایت‌گر مردم (۱۸۳۰)
زنان الجزایری (۱۸۳۴)
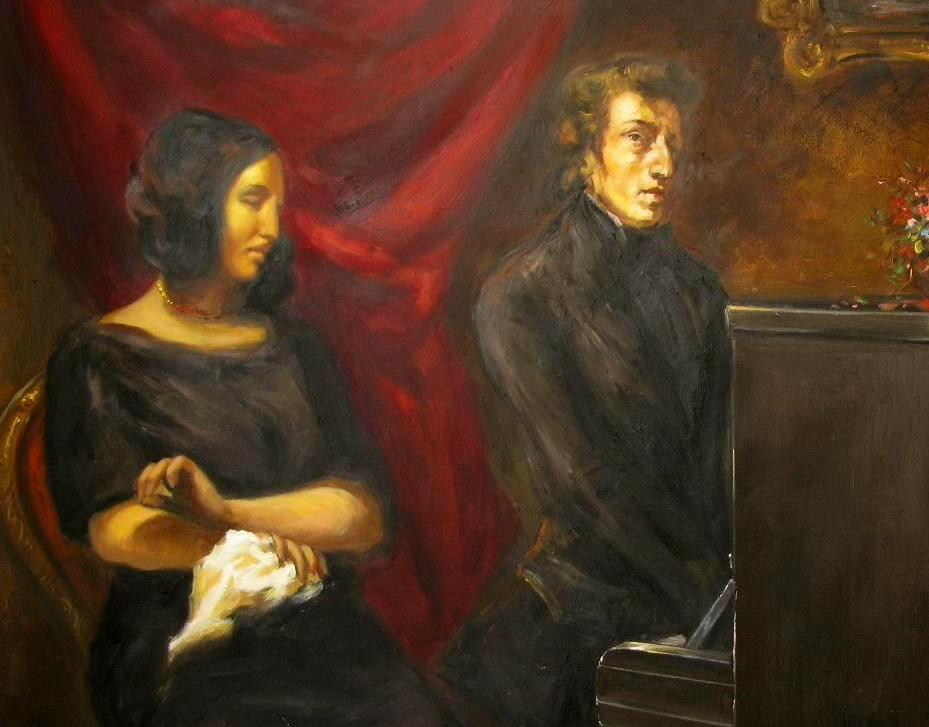
پرترهٔ فردریک شوپن و ژرژ ساند (۱۸۳۸)
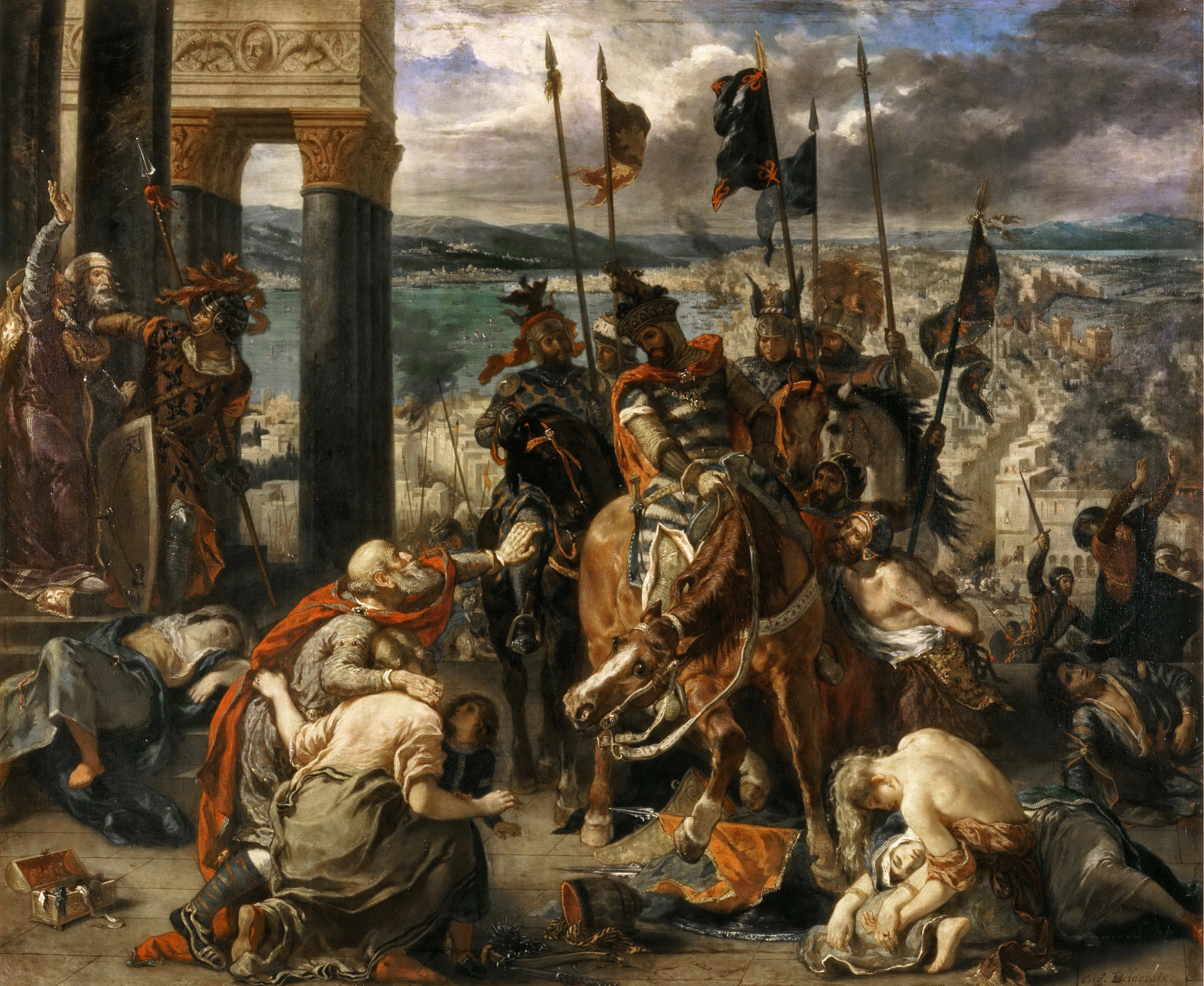
ورود صلیبیون به قسطنطنیه (۱۸۴۰)
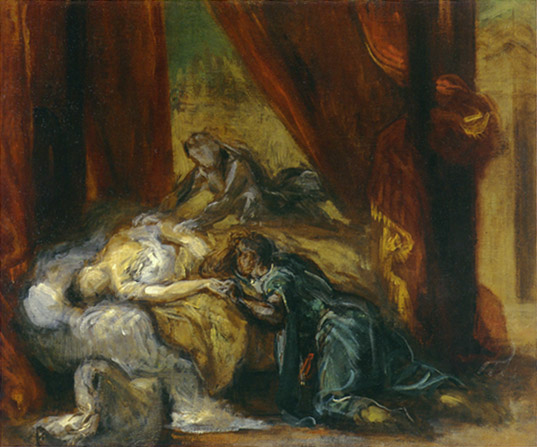
مرگ دسدمونا (۱۸۵۸)
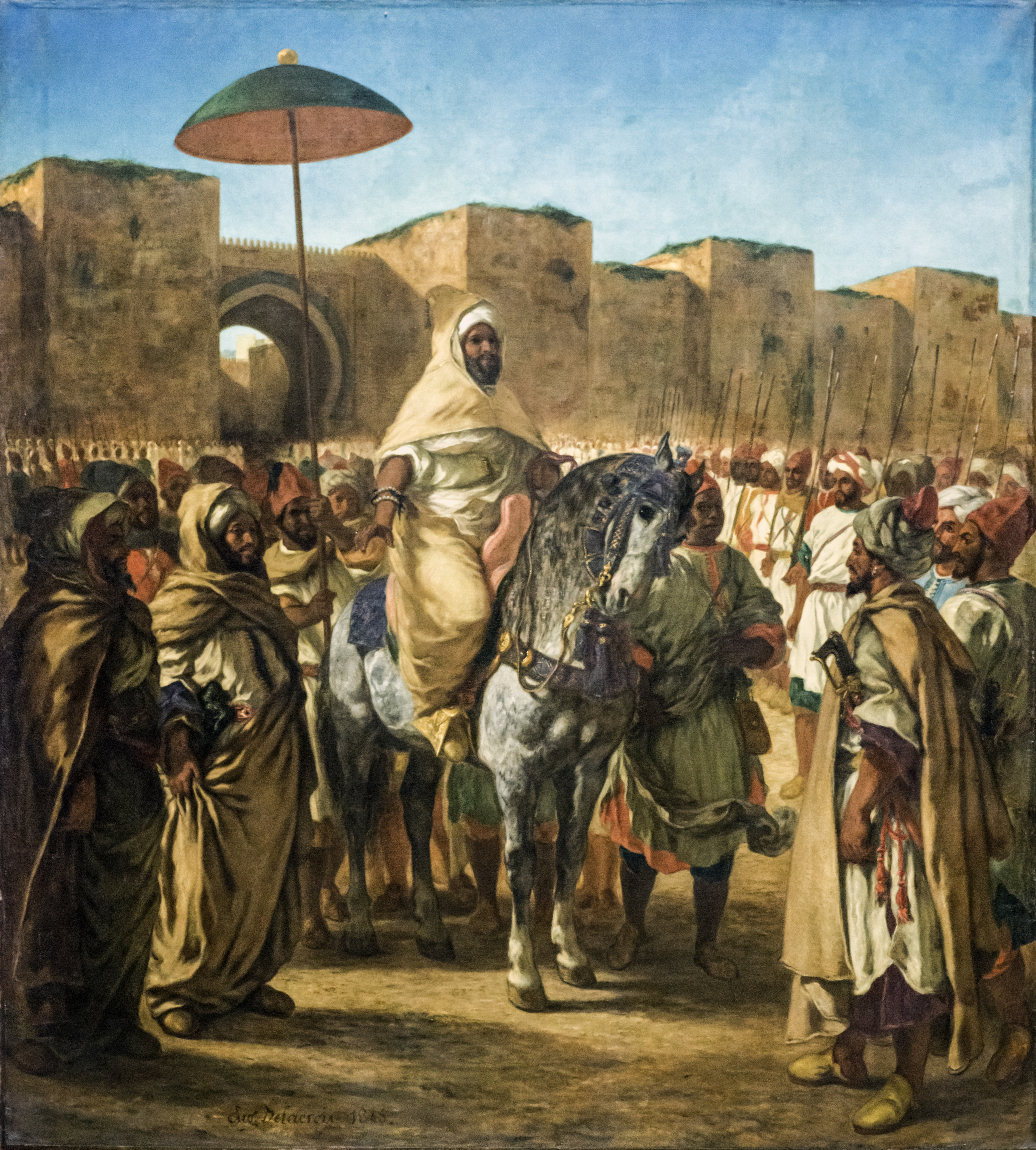
سلطان مراکش
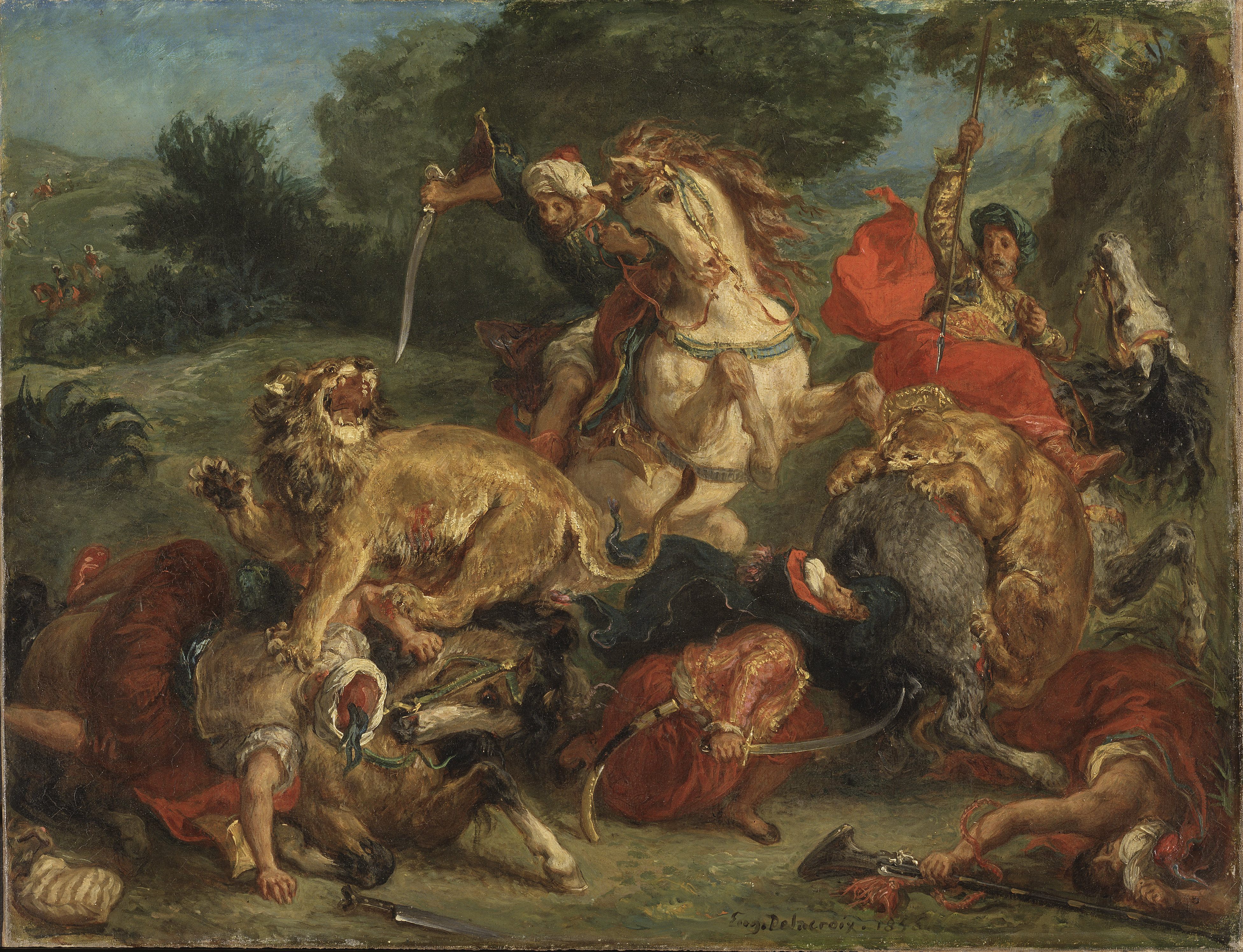
شکار شیر
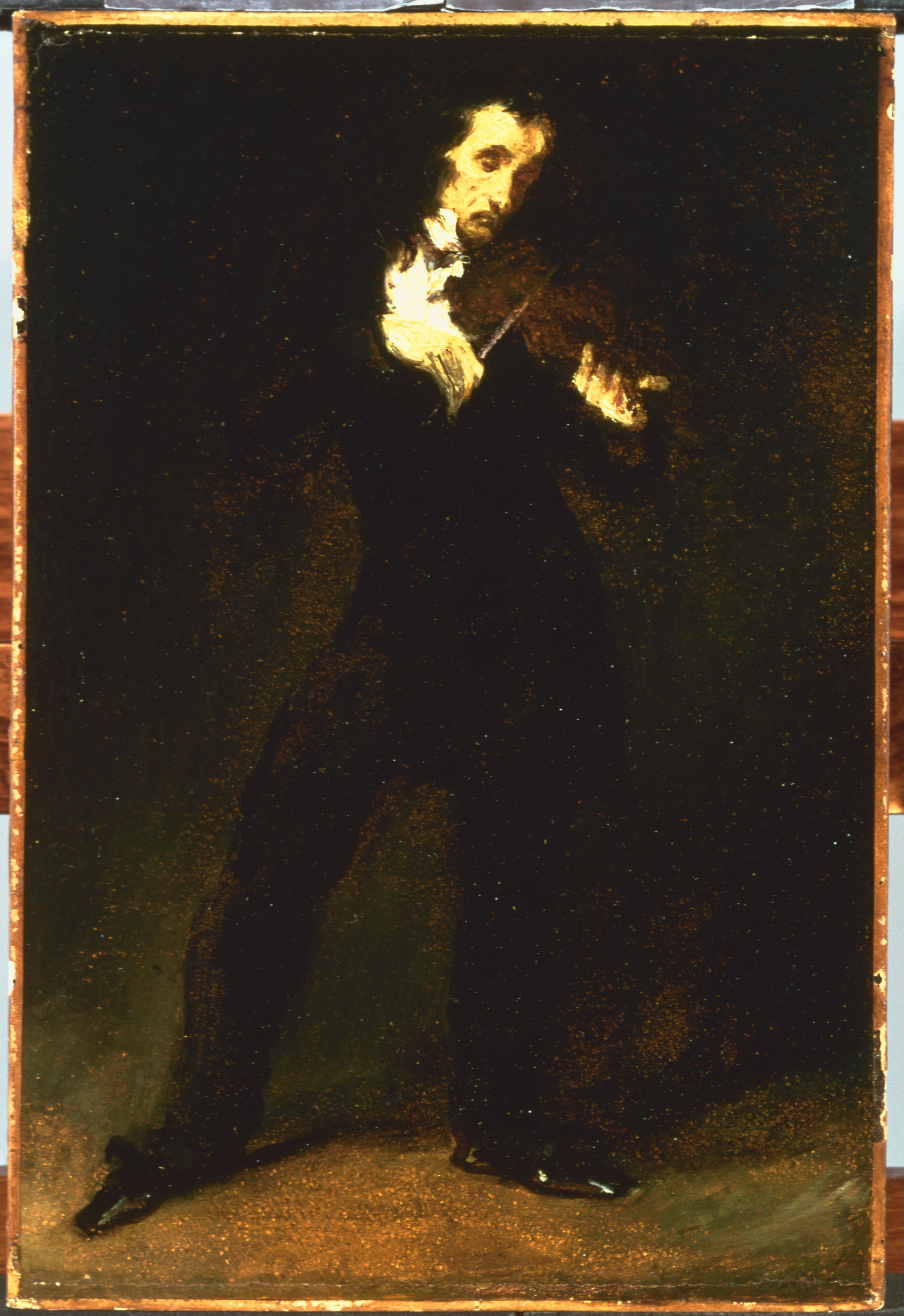
پاگانینی